# Ermida da Mãe de Deus (Altares)
A Ermida da Mãe de Deus foi uma é uma ermida portuguesa localizada na freguesia dos Altares, concelho de Angra do Heroísmo, ilha Terceira, arquipélago dos Açores.
Esta Ermida da Mãe de Deus dos Altares foi construída no local dos Folhadias, tendo sido anos mais tarde derrubada para no seu lugar ser erigida a Igreja Paroquial de São Francisco Xavier do Raminho. Tendo com a repartição das freguesias da ilha Terceira passado a fazer parte integrante da Freguesia do Raminho, saindo assim da alçada da Freguesia dos Altares, localidade a quando da sua construção pertencia.

## Referência
- Jerónimo Emiliano de Andrade, Topografia ou descrição física, política, civil, eclesiástica e histórica da Ilha Terceira dos Açores, Angra do Heroísmo, 1843.